# Tołszczów
Tołszczów – wieś na Ukrainie w rejonie lwowskim (wcześniej w rejonie pustomyckim) należącym do obwodu lwowskiego.

## Położenie
Na podstawie Słownika geograficznego Królestwa Polskiego i innych krajów słowiańskich: Tołszczów to wieś w powiecie lwowskim, 18 km na południowy wschód od Lwowa.

## Historia
W II Rzeczypospolitej wieś w powiecie lwowskim województwa lwowskiego. 
11 czerwca 1939 w Tołszczowie poświęcono „pierwszy na ziemiach polskich pomnik ku uczczeniu odzyskania grodów czerwieńskich”. 
W latach 1943–1944 nacjonaliści ukraińscy z OUN-UPA zamordowali tutaj 20 Polaków.

## Urodzeni w Tołszczowie
- Felicjan Madeyski – polski wojskowy, podpułkownik administracji Wojska Polskiego, kawaler Orderu Virtuti Militari, ofiara zbrodni katyńskiej[4].